# (3467) Bernheim
(3467) Bernheim est un astéroïde de la ceinture principale.

## Description
(3467) Bernheim est un astéroïde de la ceinture principale. Il fut découvert le 26 septembre 1981 à la station Anderson Mesa par Norman G. Thomas. Il présente une orbite caractérisée par un demi-grand axe de 2,41 UA, une excentricité de 0,15 et une inclinaison de 4,1° par rapport à l'écliptique.

## Compléments